# Tupadly, Kutná Hora
Tupadly là một làng thuộc huyện Kutná Hora, vùng Středočeský, Cộng hòa Séc.